# ورگن
ورگن (به فرانسوی: Varogne) یک کمون در فرانسه است که در Canton of Vesoul-Est واقع شده‌است.

## خصوصیات
ورگن ۴٫۴۱ کیلومترمربع مساحت و ۱۳۷ نفر جمعیت دارد.